# Jeremi Kubicki
Jeremi Kubicki (6 de abril de 1911 – 6 de dezembro de 1938) foi um pintor polaco. O seu trabalho fez parte das competições de arte nos Jogos Olímpicos de Verão de 1932 e nos Jogos Olímpicos de Verão de 1936. Ele cometeu suicídio, disparando contra si mesmo em 1938.